# Тетовска афера
Тетовската афера е афера в революционното движение на българите в Македония, избухнала през февруари 1905 година в северозападния македонски град Тетово във връзка с разкрития на османските власти в града на дейци Вътрешната македоно-одринска революционна организация. През февруари 1905 година са арестувани водещите дейци на ВМОРО в Тетово - учителят Христо Червенеленков, Григор Михайлов, поп Диме Саров, Сане Христов - Гуле, Христо Костов - Сичан, Михаил Младенов и Търпе Костов - Алтиколач. Всички са осъдени на по 101 години и затворени в Куршумли хан, Фезан и Диарбекир. След Младотурската революция в 1908 година живите са амнистирани.
Аферата се отразява негативно на отношението на местните мюсюлмани към християните - в центъра на Тетово е убит един от християните заптии, както и трима пъдари християни в близост до града.